# Processus de réconciliation entre le Fatah et le Hamas
 (février 2015).
 (février 2015).
 (février 2015).
Si vous disposez d'ouvrages ou d'articles de référence ou si vous connaissez des sites web de qualité traitant du thème abordé ici, merci de compléter l'article en donnant les références utiles à sa vérifiabilité et en les liant à la section « Notes et références ».
Le processus de réconciliation entre le Fatah et le Hamas désigne le processus devant conduire à un accord de réconciliation entre ces deux mouvements palestiniens, afin de former un gouvernement d'union transitoire en vue d’élections présidentielle et législatives. Le Fatah dirigé par le président palestinien Mahmoud Abbas, administre les territoires palestiniens de Cisjordanie, et le mouvement islamiste Hamas contrôle la bande de Gaza. Il aboutit en juin 2014 à la constitution d'un gouvernement d'unité nationale reconnu par les deux parties, même si le Hamas continue de contrôler la bande de Gaza et si les futures élections ne sont pas encore programmées.

## Contexte général
Le conflit entre le Fatah et le Hamas commence en 2006, après la victoire du Hamas aux élections législatives. En 2007, un accord conclu à La Mecque a comme conséquence la création d'un gouvernement d'unité nationale de l'Autorité palestinienne, dirigé par Ismaël Haniyeh du Hamas. Quelques mois plus tard, les hostilités fratricides entre les deux mouvements culminent durant des combats à Gaza, ayant pour résultat la prise de contrôle par le Hamas de ce territoire par les armes et au prix de nombreuses victimes, 115 morts et 550 blessés en une semaine selon le CICR. Ce conflit est nommé «Wakseh» par les Palestiniens, expression voulant dire l'humiliation, la ruine, et l'effondrement en raison des dommages volontaires sur soi.
La prise du pouvoir du Hamas dans la bande de Gaza sépare de facto les territoires palestiniens en deux blocs, les Territoires palestiniens de Cisjordanie gouvernés par le Fatah et l’administration militaire israélienne et la bande de Gaza gouvernée par le Hamas. Le gouvernement Haniyeh a été dissous par Mahmoud Abbas, qui l'a remplacé par un nouveau gouvernement d'urgence, dirigé par Salam Fayyad.